# کلگان
کلگان (به ترکی آذربایجانی: Qalağan) یک منطقهٔ مسکونی در جمهوری آذربایجان است که در شهرستان خاچماز واقع شده‌است. کلگان ۹۷۷ نفر جمعیت دارد.